# 1. Tennis-Bundesliga (Damen) 2007
Die Tennis-Bundesliga der Damen wurde 2007 zum neunten Mal ausgetragen. Insgesamt waren sieben Mannschaften vertreten.

## Spieltage und Mannschaften
| Spieltage                                  |
| ------------------------------------------ |
| 1. Spieltag: Fr., 4. Mai 2007, 12:00 Uhr   |
| 2. Spieltag: Fr., 11. Mai 2007, 13:00 Uhr  |
| 3. Spieltag: So., 13. Mai 2007, 11:00 Uhr  |
| 4. Spieltag: Do., 17. Mai 2007, 11:00 Uhr  |
| 5. Spieltag: So., 20. Mai 2007, 11:00 Uhr  |
| 6. Spieltag: So., 3. Juni 2007, 11:00 Uhr  |
| 7. Spieltag: So., 10. Juni 2007, 11:00 Uhr |

| Mannschaften                   |
| ------------------------------ |
| BASF TC Blau-Weiß Ludwigshafen |
| LTTC Rot-Weiß Berlin           |
| TC Rüppurr Karlsruhe 1929      |
| TC Zamek Benrath               |
| TC ZWS Moers 08                |
| TEC Waldau                     |
| THC im VfL Bochum              |

## Abschlusstabelle
|     | Mannschaft                     | Begegnungen | Punkte | Matches | Sätze  | Spiele  |
| --- | ------------------------------ | ----------- | ------ | ------- | ------ | ------- |
| 01. | TC Rüppurr Karlsruhe 1929      | 6           | 10:2   | 37:17   | 78:44  | 612:479 |
| 02. | TC Zamek Benrath               | 6           | 10:2   | 36:18   | 76:44  | 590:491 |
| 03. | TEC Waldau                     | 6           | 8:4    | 34:20   | 76:43  | 604:468 |
| 04. | TC ZWS Moers 08                | 6           | 6:6    | 34:20   | 76:48  | 603:482 |
| 05. | THC im VfL Bochum 1848         | 6           | 6:6    | 24:30   | 53:67  | 511:531 |
| 06. | BASF TC Blau-Weiß Ludwigshafen | 6           | 2:10   | 20:34   | 46:70  | 476:548 |
| 07. | LTTC Rot-Weiß Berlin           | 6           | 0:12   | 4:50    | 12:101 | 260:657 |

## Mannschaftskader
| Pos. | Name                   |
| ---- | ---------------------- |
| 1    | Nuria Llagostera Vives |
| 2    | Anastassija Rodionowa  |
| 3    | Kyra Nagy              |
| 4    | Zsófia Gubacsi         |
| 5    | Alice Canepa           |
| 6    | Valentina Sassi        |
| 7    | Arina Rodionowa        |
| 8    | Tatjana Priachin       |
| 9    | Dominice Ripoll        |
| 10   | Maxi Ehmer             |
| 11   | Laura Sadria           |
| 12   | Franziska König        |
| 13   | Svenja Weidemann       |
| 14   | Eva Martincová         |
| 15   | Anne Priska Schäfer    |
| 16   |                        |

| Pos. | Name                   |
| ---- | ---------------------- |
| 1    | Lioudmila Skavronskaia |
| 2    | Kateřina Böhmová       |
| 3    | Sabine Lisicki         |
| 4    | Natalia Kolat          |
| 5    | Eva Kadlecová          |
| 6    | Sinika Jezkova         |
| 7    | Jessica Sabeshinskaja  |
| 8    | Christiane Hofmann     |
| 9    | Anna Livadaru          |
| 10   | Angela Kerek           |
| 11   | Dejana Raickovic       |
| 12   | Saskia Saberschinsky   |
| 13   | Madlen Grohmann        |
| 14   | Jenny Trettin          |
| 15   |                        |
| 16   |                        |

| Pos. | Name                |
| ---- | ------------------- |
| 1    | Sybille Bammer      |
| 2    | Anna-Lena Grönefeld |
| 3    | Anna Smaschnowa     |
| 4    | Sandra Klösel       |
| 5    | Jarmila Gajdošová   |
| 6    | Julija Bejhelsymer  |
| 7    | Sofia Arvidsson     |
| 8    | Hanna Nooni         |
| 9    | Nathalie Vierin     |
| 10   | Stefanie Gehrlein   |
| 11   | Laura Siegemund     |
| 12   | Alexandra Panowa    |
| 13   | Janette Bejlkova    |
| 14   | Melanie Klaffner    |
| 15   | Barbara Lado        |
| 16   | Melanie Hambsch     |

| Pos. | Name                       |
| ---- | -------------------------- |
| 1    | Tathiana Garbin            |
| 2    | Mara Santangelo            |
| 3    | Agnieszka Radwańska        |
| 4    | Eva Birnerová              |
| 5    | Julia Schruff              |
| 6    | Barbora Záhlavová-Strýcová |
| 7    | Stéphanie Foretz Gacon     |
| 8    | Andrea Petković            |
| 9    | Vanessa Henke              |
| 10   | Gréta Arn                  |
| 11   | Conchita Martínez Granados |
| 12   | Kathrin Wörle              |
| 13   | Urszula Radwańska          |
| 14   | Barbara Rittner            |
| 15   | Hana Birnerová             |
| 16   | Deborah Danz               |

| Pos. | Name                  |
| ---- | --------------------- |
| 1    | Kaia Kanepi           |
| 2    | Michaëlla Krajicek    |
| 3    | Jekaterina Bytschkowa |
| 4    | Zwetana Pironkowa     |
| 5    | Karin Knapp           |
| 6    | Angelique Kerber      |
| 7    | Laura Pous Tió        |
| 8    | Hana Šromová          |
| 9    | Ágnes Szávay          |
| 10   | Maret Ani             |
| 11   | Angelika Bachmann     |
| 12   | Michelle Gerards      |
| 13   | Linda Sentis          |
| 14   | Karina Karner         |
| 15   | Dorota Hibental       |
| 16   | Anne Blawatt          |

| Pos. | Name                     |
| ---- | ------------------------ |
| 1    | Martina Müller           |
| 2    | Flavia Pennetta          |
| 3    | Jelena Lichowzewa        |
| 4    | Anne Kremer              |
| 5    | Kristina Barrois         |
| 6    | Tatjana Maria            |
| 7    | Kirsten Flipkens         |
| 8    | Claudine Schaul          |
| 9    | Jewhenija Sawranska      |
| 10   | Lina Stančiūtė           |
| 11   | Antonia Matic            |
| 12   | Jasmin Wöhr              |
| 13   | Steffi Bachofer          |
| 14   | Kim-Alice Krajdek        |
| 15   | Juliet Bocklet           |
| 16   | Julia-Christina Landauer |

| Pos. | Name                 |
| ---- | -------------------- |
| 1    | Melinda Czink        |
| 2    | Sara Errani          |
| 3    | Anda Perianu         |
| 4    | Joanna Sakowicz      |
| 5    | Lucie Hradecká       |
| 6    | Marija Kondratjewa   |
| 7    | Justine Ozga         |
| 8    | Stanislava Hrozenská |
| 9    | Julia Babilon        |
| 10   | Hanna Krampe         |
| 11   | Magdalena Ploch      |
| 12   | Carina Kämpfer       |
| 13   | Sarah Schneider      |
| 14   |                      |
| 15   |                      |
| 16   |                      |

## Ergebnisse
Spielfreie Begegnungen werden nicht gelistet.
| Datum/Uhrzeit    | Heimmannschaft                 | Gastmannschaft                 | Matches | Sätze | Spiele  |
| ---------------- | ------------------------------ | ------------------------------ | ------- | ----- | ------- |
| Fr. 04.05. 12:00 | TC Zamek Benrath               | BASF TC Blau-Weiß Ludwigshafen | 7:2     | 15:5  | 107:68  |
| Fr. 04.05. 12:00 | LTTC Rot-Weiß Berlin           | TEC Waldau                     | 2:7     | 6:15  | 75:117  |
| Fr. 04.05. 12:00 | THC im VfL Bochum 1848         | TC Rüppurr Karlsruhe 1929      | 1:8     | 4:16  | 70:115  |
| Fr. 11.05. 13:00 | TC ZWS Moers 08                | LTTC Rot-Weiß Berlin           | 9:0     | 18:0  | 110:30  |
| Fr. 11.05. 13:00 | TEC Waldau                     | THC im VfL Bochum 1848         | 7:2     | 16:4  | 109:61  |
| Fr. 11.05. 13:00 | TC Rüppurr Karlsruhe 1929      | BASF TC Blau-Weiß Ludwigshafen | 7:2     | 15:6  | 108:75  |
| So. 13.05. 11:00 | TC Rüppurr Karlsruhe 1929      | TEC Waldau                     | 5:4     | 10:10 | 88:94   |
| So. 13.05. 11:00 | TC ZWS Moers 08                | TC Zamek Benrath               | 4:5     | 10:10 | 96:92   |
| So. 13.05. 11:00 | THC im VfL Bochum 1848         | LTTC Rot-Weiß Berlin           | 8:1     | 16:3  | 110:45  |
| Do. 17.05. 11:00 | TC Zamek Benrath               | THC im VfL Bochum              | 6:3     | 14:7  | 106:88  |
| Do. 17.05. 11:00 | BASF TC Blau-Weiß Ludwigshafen | TC ZWS Moers 08                | 2:7     | 7:14  | 87:108  |
| Do. 17.05. 11:00 | LTTC Rot-Weiß Berlin           | TC Rüppurr Karlsruhe 1929      | 1:8     | 2:16  | 42:98   |
| So. 20.05. 11:00 | TEC Waldau                     | TC Zamek Benrath               | 5:4     | 11:9  | 103:86  |
| So. 20.05. 11:00 | TC Rüppurr Karlsruhe 1929      | TC ZWS Moers 08                | 5:4     | 11:12 | 105:111 |
| So. 20.05. 11:00 | BASF TC Blau-Weiß Ludwigshafen | LTTC Rot-Weiß Berlin           | 9:0     | 18:0  | 110:30  |
| So. 03.06. 11:00 | TEC Waldau                     | BASF TC Blau-Weiß Ludwigshafen | 8:1     | 16:2  | 104:62  |
| So. 03.06. 11:00 | THC im VfL Bochum 1848         | TC ZWS Moers 08                | 5:4     | 12:10 | 91:82   |
| So. 03.06. 11:00 | LTTC Rot-Weiß Berlin           | TC Zamek Benrath               | 0:9     | 1:18  | 38:112  |
| So. 10.06. 11:00 | TC Zamek Benrath               | TC Rüppurr Karlsruhe 1929      | 5:4     | 10:10 | 87:98   |
| So. 10.06. 11:00 | TC ZWS Moers 08                | TEC Waldau                     | 6:3     | 12:8  | 96:77   |
| So. 10.06. 11:00 | BASF TC Blau-Weiß Ludwigshafen | THC im VfL Bochum 1848         | 4:5     | 8:10  | 74:91   |